# Gran Premio di Gran Bretagna 1958
Il Gran Premio di Gran Bretagna 1958 fu la settima gara della stagione 1958 del Campionato mondiale di Formula 1, disputata il 19 luglio sul Circuito di Silverstone.
La corsa vide la vittoria di Peter Collins su Ferrari, seguito dal compagno di scuderia Mike Hawthorn e dalla Cooper di Roy Salvadori.

## Qualifiche
| Pos | N° | Pilota              | Auto              | Squadra                  | Tempo  | Distacco |
| --- | -- | ------------------- | ----------------- | ------------------------ | ------ | -------- |
| 1   | 7  | Stirling Moss       | Vanwall VW5       | Vandervell Products Ltd  | 1:39.4 | -        |
| 2   | 20 | Harry Schell        | BRM P25           | Owen Racing Organisation | 1:39.8 | +0.4     |
| 3   | 10 | Roy Salvadori       | Cooper T45-Climax | Cooper Car Company       | 1:40.0 | +0.6     |
| 4   | 2  | Mike Hawthorn       | Ferrari 246 F1    | Scuderia Ferrari         | 1:40.4 | +1.0     |
| 5   | 17 | Cliff Allison       | Lotus 12-Climax   | Team Lotus               | 1:40.4 | +1.0     |
| 6   | 1  | Peter Collins       | Ferrari 246 F1    | Scuderia Ferrari         | 1:40.6 | +1.2     |
| 7   | 9  | Stuart Lewis-Evans  | Vanwall VW5       | Vandervell Products Ltd  | 1:41.4 | +2.0     |
| 8   | 19 | Jean Behra          | BRM P25           | Owen Racing Organisation | 1:41.4 | +2.0     |
| 9   | 8  | Tony Brooks         | Vanwall VW5       | Vandervell Products Ltd  | 1:41.6 | +2.2     |
| 10  | 11 | Jack Brabham        | Cooper T45-Climax | Cooper Car Company       | 1:42.0 | +2.6     |
| 11  | 3  | Wolfgang von Trips  | Ferrari 246 F1    | Scuderia Ferrari         | 1:42.0 | +2.6     |
| 12  | 4  | Maurice Trintignant | Cooper T43-Climax | RRC Walker Racing Team   | 1:42.6 | +3.2     |
| 13  | 22 | Jo Bonnier          | Maserati 250F     | J Bonnier                | 1:43.0 | +3.6     |
| 14  | 16 | Graham Hill         | Lotus 16-Climax   | Team Lotus               | 1:43.0 | +3.6     |
| 15  | 5  | Carroll Shelby      | Maserati 250F     | Scuderia Centro Sud      | 1:44.2 | +4.8     |
| 16  | 12 | Ian Burgess         | Cooper T45-Climax | Cooper Car Company       | 1:45.4 | +6.0     |
| 17  | 15 | Ivor Bueb           | Connaught B-Alta  | B Ecclestone             | 1:51.4 | +12.0    |
| 18  | 6  | Gerino Gerini       | Maserati 250F     | Scuderia Centro Sud      | 1:53.0 | +13.6    |
| 19  | 14 | Jack Fairman        | Connaught B-Alta  | B Ecclestone             | 1:58.8 | +19.4    |
| 20  | 18 | Alan Stacey         | Lotus 16-Climax   | Team Lotus               | 1:58.8 | +19.4    |

## Gara
| Pos | N° | Pilota              | Costruttore       | Giri | Tempo/Causa Ritiro | Pos partenza | Punti |
| --- | -- | ------------------- | ----------------- | ---- | ------------------ | ------------ | ----- |
| 1   | 1  | Peter Collins       | Ferrari 246 F1    | 75   | 2:09:04.2          | 6            | 8     |
| 2   | 2  | Mike Hawthorn       | Ferrari 246 F1    | 75   | +24.2s             | 4            | 7     |
| 3   | 10 | Roy Salvadori       | Cooper T45-Climax | 75   | +50.6s             | 3            | 4     |
| 4   | 9  | Stuart Lewis-Evans  | Vanwall VW5       | 75   | +50.8s             | 7            | 3     |
| 5   | 20 | Harry Schell        | BRM P25           | 75   | +1:14.8            | 2            | 2     |
| 6   | 11 | Jack Brabham        | Cooper T45-Climax | 75   | +1:23.2            | 10           |       |
| 7   | 8  | Tony Brooks         | Vanwall VW5       | 74   | +1 Giro            | 9            |       |
| 8   | 4  | Maurice Trintignant | Cooper T43-Climax | 73   | +2 Giri            | 12           |       |
| 9   | 5  | Carroll Shelby      | Maserati 250F     | 72   | +3 Giri            | 15           |       |
| Rit | 3  | Wolfgang von Trips  | Ferrari 246 F1    | 59   | Motore             | 11           |       |
| Rit | 22 | Jo Bonnier          | Maserati 250F     | 49   | Cambio             | 13           |       |
| Rit | 6  | Gerino Gerini       | Maserati 250F     | 44   | Cambio             | 18           |       |
| Rit | 12 | Ian Burgess         | Cooper T45-Climax | 40   | Frizione           | 16           |       |
| Rit | 7  | Stirling Moss       | Vanwall VW5       | 25   | Motore             | 1            |       |
| Rit | 17 | Cliff Allison       | Lotus 12-Climax   | 21   | Motore             | 5            |       |
| Rit | 19 | Jean Behra          | BRM P25           | 19   | Sospensioni        | 8            |       |
| Rit | 15 | Ivor Bueb           | Connaught B-Alta  | 19   | Cambio             | 17           |       |
| Rit | 18 | Alan Stacey         | Lotus 16-Climax   | 19   | Surriscaldamento   | 20           |       |
| Rit | 16 | Graham Hill         | Lotus 16-Climax   | 17   | Surriscaldamento   | 14           |       |
| Rit | 14 | Jack Fairman*       | Connaught B-Alta  | 7    | Accensione         | 19           |       |

* Fairman guida in gara l'auto qualificata da Bernie Ecclestone.

## Statistiche

### Piloti
- 3ª e ultima vittoria per Peter Collins
- 1° podio per Roy Salvadori
- 9º e ultimo podio per Peter Collins
- 1º Gran Premio per Alan Stacey e Ian Burgess

### Costruttori
- 27° vittoria per la Ferrari
- 25º giro più veloce per la Ferrari

### Motori
- 27ª vittoria per il motore Ferrari
- 25º giro più veloce per il motore Ferrari

### Pneumatici
- 12° e ultima vittoria per la Englebert

### Giri al comando
- Peter Collins (1-75)

## Classifiche Mondiali

### Piloti
| Pos | Pilota              | Punti |
| --- | ------------------- | ----- |
| 1   | Mike Hawthorn       | 30    |
| 2   | Stirling Moss       | 23    |
| 3   | Peter Collins       | 14    |
| 4   | Luigi Musso         | 12    |
|     | Harry Schell        | 12    |
| 6   | Maurice Trintignant | 8     |
|     | Jimmy Bryan         | 8     |
|     | Tony Brooks         | 8     |
| 9   | Juan Manuel Fangio  | 7     |
|     | Roy Salvadori       | 7     |
|     | Stuart Lewis-Evans  | 7     |
| 12  | Jean Behra          | 6     |
|     | George Amick        | 6     |
| 14  | Tony Bettenhausen   | 4     |
|     | Johnny Boyd         | 4     |
|     | Wolfgang von Trips  | 4     |
| 17  | Jack Brabham        | 3     |
|     | Cliff Allison       | 3     |
| 19  | Jim Rathmann        | 2     |

### Costruttori
| Pos | Team          | Punti |
| --- | ------------- | ----- |
| 1   | Ferrari       | 36    |
| 2   | Vanwall       | 25    |
| 3   | Cooper-Climax | 23    |
| 4   | BRM           | 12    |
| 5   | Maserati      | 6     |
| 6   | Lotus-Climax  | 3     |